# Dermophis glandulosus
Espèce
Synonymes
- Dermophis balboai Taylor, 1968

Statut de conservation UICN

 DD  : Données insuffisantes
Dermophis glandulosus est une espèce de gymnophiones de la famille des Dermophiidae.

## Répartition
Cette espèce se rencontre :
- sur le versant Pacifique de la moitié Sud du Costa Rica ;
- dans l'extrême-Ouest et l'extrême-Est du Panamá ;
- dans le département d'Antioquia en Colombie.

## Publication originale
- Taylor, 1955 : Additions to the known herpetological fauna of Costa Rica with comments on other species. No. II. Kansas University Science Bulletin, vol. 37, no 1, p. 499-575 (texte intégral).